# Thione Seck
Pour les articles homonymes, voir Seck.
Thione « Ballago » Seck, né le 12 mars 1955 à Dakar et  mort le 14 mars 2021 dans la même ville, est un chanteur sénégalais de mbalax.

## Biographie
Né en 1955, au sein d'une famille de griots, son grand-père était poète et musicien à la cour de Lat Dior, du royaume du Cayor. Il participe très tôt à des fêtes traditionnelles. Puis il joue pour le Star Band de Dakar. Il devient ensuite, dans les années 1970, le chanteur de l'Orchestra Baobab, un groupe de salsa afro-cubaine à la façon sénégalaise, un groupe connu pour avoir animé les nuits de Dakar dans ces mêmes années. Il crée en 1984 une formation, dénommé Raam Daan, avec son frère  Mapenda Seck. Ce groupe joue du mbalax. Il chante en wolof, français et anglais,,.
Sa musique est aussi marquée par les rythmes et percussions arabes. Un de ses succès s'intitule Orientissime. Ces thèmes, privilégiés en tant que parolier, sont notamment l'amour, la famille, la communauté, la spiritualité, la situation sociale,.
Il s'est trouvé impliqué dans une affaire de fausse monnaie en 2015 et a effectué une longue période de détention, suivi d'un procès en 2019, puis d'un jugement en appel en 2020.
Il meurt le 14 mars 2021 à Dakar, à 66 ans. Il est enterré au cimetière de Yoff, dans la région de Dakar.

### Famille
Thione Seck est le père du chanteur sénégalais Wally Seck.

## Discographie
- 1980 : Chauffeur Bi
- 1983 : Ballaago
- 1984 : Jongoma
- 1985 : Aïda Soukeu
- 1987 : UNESCO
- 1988 : Le Pouvoir d'un cœur pur
- 1988 : Numéro 10
- 1988 : Dieulleul!
- 1988 : Best of Thione Seck
- 1990 : Yow
- 1991 : Papa
- 1994 : Tane Sa Boula Neex
- 1995 : Demb I
- 1996 : Daaly
- 1997 : Diapason Vol. 1 et 2
- 1998 : Demb II
- 1998 : Le XVe Anniversaire du Raam Daan Vol. 1 et 2
- 1999 : Diapason Vol. 1 et 2
- 1999 : Favori
- 2000 : Live au Kily
- 2000 : XV Anniversary Live!
- 2000 : Live Elisée Montmartre
- 2001 : Allo petit
- 2001 : Boul Doff
- 2002 : MballakhFunk
- 2002 : 19e Anniversaire Raam-Daan Vol. 1 et 2
- 2003 : Orientissimo Vol. 1
- 2004 : Ndiol Sikkim
- 2005 : L'Essentiel
- 2005 : Orientissime Vol. 2
- 2006 : Remix Collection
- 2010 : Diaga